# Molpadia maroccana
Molpadia maroccana is een zeekomkommer uit de familie Molpadiidae.
De wetenschappelijke naam van de soort werd in 1898 gepubliceerd door Edmond Perrier.